# Entrecot

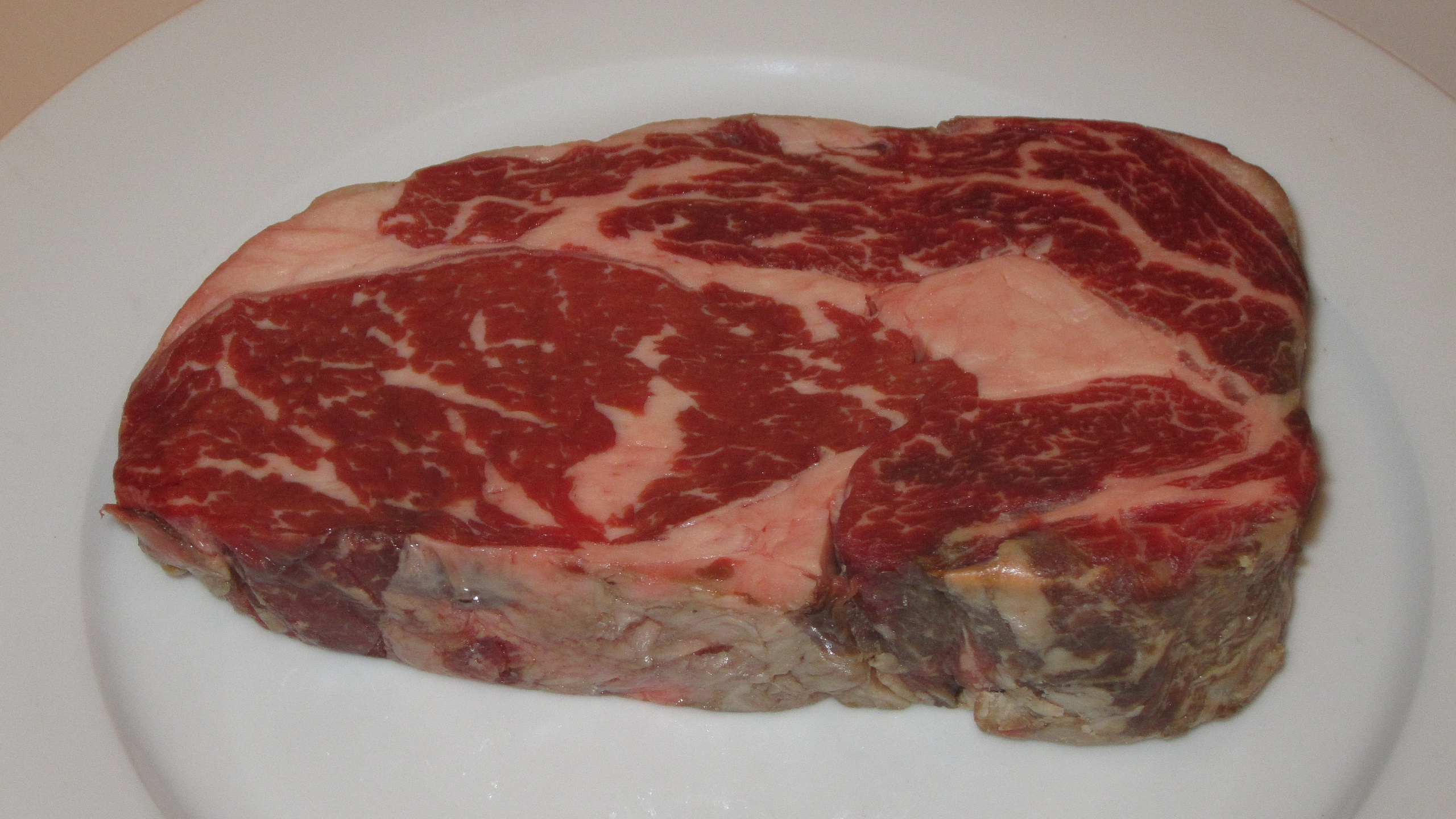
Entrecôte tradicional, i.e. tomado del costillar.

El entrecot (del francés entrecôte, ‘entre costillas’, intercostal) es un corte de carne de la región dorsal, que contiene un músculo o más bien un conjunto de músculos del llamado Erector spinae, el cual recorre la espina dorsal de los mamíferos. En la gastronomía suele referirse al del vacuno, pero el término entrecot también puede aplicarse al de cerdo o al de cordero.
El músculo erector spinae recibe distintos nombres según la zona de vértebras que recorre, cuando se trata de bovinos pero en el caso del cerdo se denomina cinta de lomo en todo su recorrido. Las vértebras correspondientes son las lumbares y la parte comprendida entre las costillas seis a la doce –ambas inclusive- recibe en España el nombre de "costillar" o bien  "lomo alto". A partir de la decimotercera costilla en España se habla de "lomo bajo", también llamado "lomo de riñonada" o simplemente "riñonada". La expresión correspondiente en inglés americano es "short loin" mientras que el músculo correspondiente se llama  rib eye en inglés americano y ancho en Argentina. De modo que entrecot, lomo de costillar, ojo de bife y rib eye son sinónimos.
El Erector spinae correspondiente a la "riñonada", con exclusión del solomillo, recibe en Francia preferentemente el nombre de "contre-filet" y en inglés americano el de "top loin eye". El Erector spinae del costillar y el de la riñonada tienen en común el Longissimus dorsi. Pero ese músculo va acompañado en el caso del lomo alto del Spinalis dorsi, más pequeño. En el caso del Erector spinae de riñonada el Longissimus dorsi va acompañado de otros músculos, como el Obliquus abdominis externus, el internus, el Gluteus medius, etc. Así, pues, no son partes anatómicamente idénticas, ni con el mismo sabor y ni sobre todo con la misma textura.
En España y otros países las recetas de entrecôte, suelen hacerse con "lomo bajo", es decir, con el "lomo de riñonada" que recorre vértebras sin costillas. El lomo del costillar se suele reservar para las chuletas. Por eso en las cartas de restaurantes españoles –las de lugares turísticos en los que las cartas aparecen en varios idiomas–, la palabra "entrecôte" paradójicamente sólo aparece en las cartas redactadas en castellano. En la carta en francés la palabra correspondiente es "contre-filet". 
Es frecuente la metonimia de designar una determinada pieza del animal con el nombre de una receta famosa que toma como materia prima esa determinada parte del animal. Así es frecuente denominar "roast beef" a la parte de la anatomía del buey que con más frecuencia se utiliza para este tipo de asado: lomo de riñonada. No obstante con esa parte del buey se pueden hacer recetas distintas de ese famoso asado. Y también cabe aplicar la receta del roast beef a una parte del buey distinta de la mencionada. Hay quien sigue la receta de "roast beef" para cocinar el "redondo". Designar las partes de un animal en razón de las recetas de cocina a que pueda dar lugar, es origen de confusión, pues las recetas son muchas más que las partes del animal y una misma receta puede aplicarse a diversas partes. En suma, las denominaciones metonímicas son equívocas. Tal sucede con la palabra "entrecôte". En sentido propio el entrecôte es una receta y no una parte de la anatomía de las vacas. Si por “entrecôte” debiéramos entender una determinada parte de la anatomía de un animal, ese elemento anatómico sería “entrecôte” tanto deshuesado como sin deshuesar, tanto a la parrilla como en forma de albóndigas. Pero no se considera que las albóndigas hechas con lomo de costillar sean el platillo conocido como “entrecôte”. 
El Diccionario de la Real Academia Española proporciona la siguiente definición de la palabra, castellanizándola entrecot: “Trozo de carne sacado de entre costilla y costilla de la res vacuna”. Esta definición aparentemente identifica el entrecot con una determinada parte del buey; pero no es así, pues exige que esa parte del buey esté fileteada, excluyendo del concepto de entrecot esa misma carne, si forma parte de una chuleta. De la misma manera que el tronco de un árbol no es una tabla, aunque de ese tronco pueden extraerse tablas, del costillar de un buey pueden extraerse filetes, pero ninguna parte del buey es un filete. 
Se excluye, además, el entrecôte doble -para dos personas-, en el que hay que tomar un trozo más grueso del que corresponde al intervalo entre dos costillas. Por ello lo que suele hacerse es deshuesar todo el costillar. La explicación etimológica de "entrecôte" no es "entre-deux-côtes", entre dos costillas. El entrecôte tampoco consiste propiamente en esa carne intercostal aunque a veces se denomina así a las chuletas desprovistas de hueso. Cabe tal denominación solo por metonimia y referida a determinadas costumbres culinarias. El entrecôte no designa propiamente parte alguna de un animal. No obstante, las recetas más usuales de entrecôte suelen hacerse con esa determinada parte de bovino. En Argentina se utiliza el llamado "bife de chorizo" que es un corte de carne de bovino de la región dorsal anterior. La carne suele estar entreverada con trazas de grasa lo que le proporciona un aspecto marmóreo, los pedazos cortados de entrecot suelen tener un grosor de 3 a 4 centímetros aproximadamente. Se elabora a la parrilla expuesto a unas brasas (de madera, de carbón vegetal, de sarmiento etc) o sobre una plancha de metal o en una sartén, con o sin materia grasa (aceite, mantequilla, manteca de cerdo, grasa de buey etc.).

## Servir

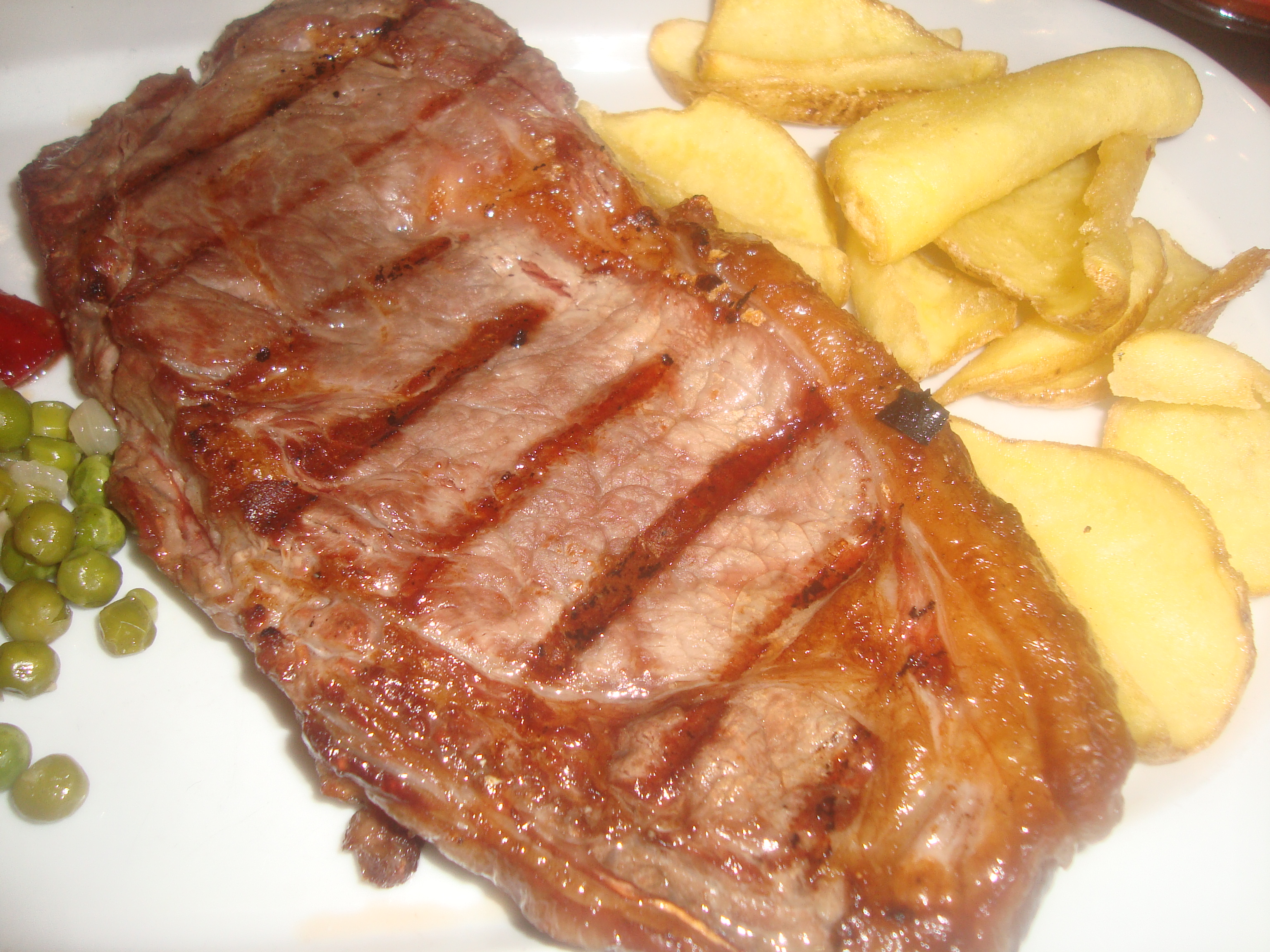
Entrecot cocinado a la brasa.

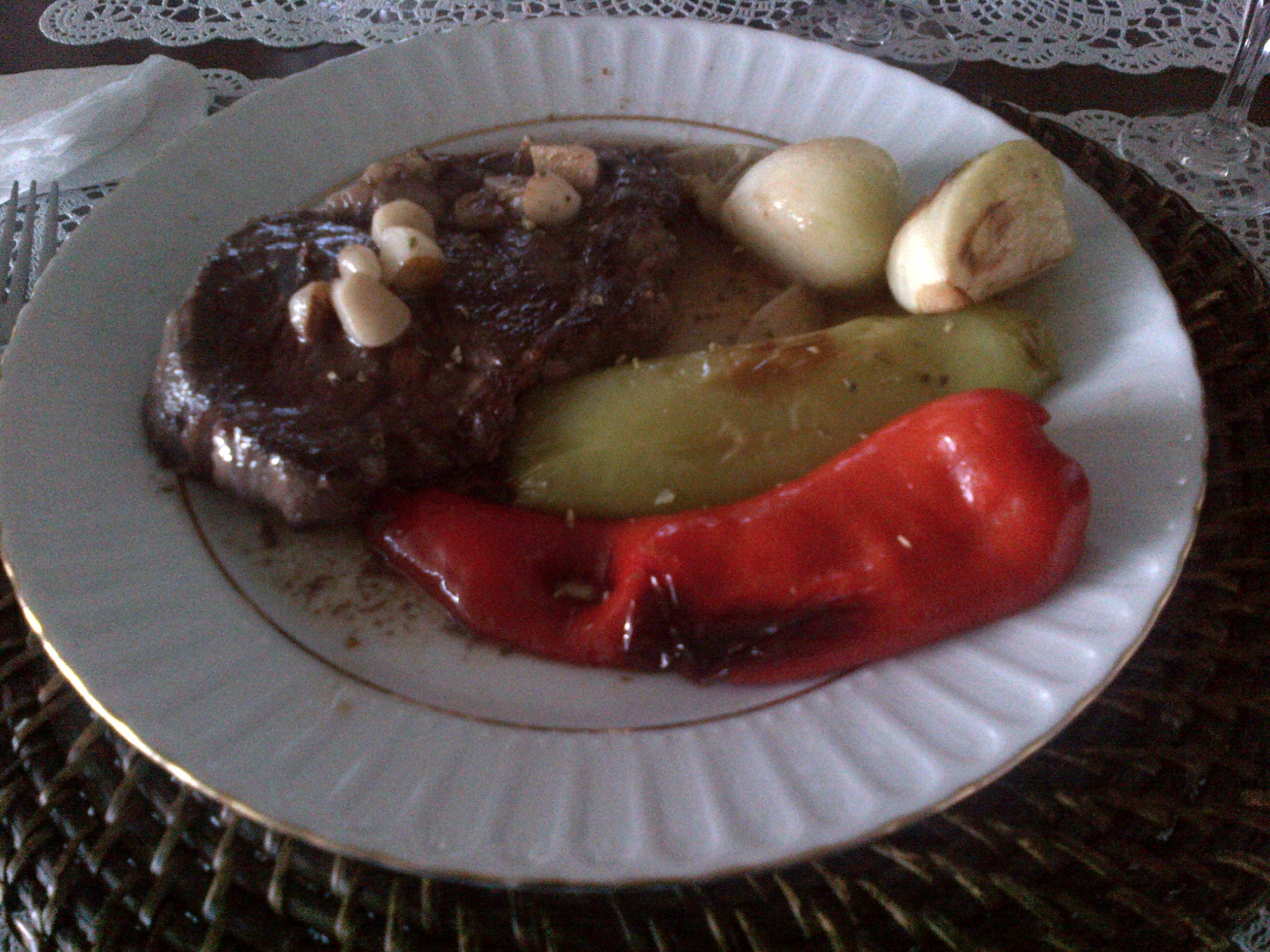
Un entrecot (o lomo vetado en algunos países) con pimientos rojo y verde, cebollas y ajo.

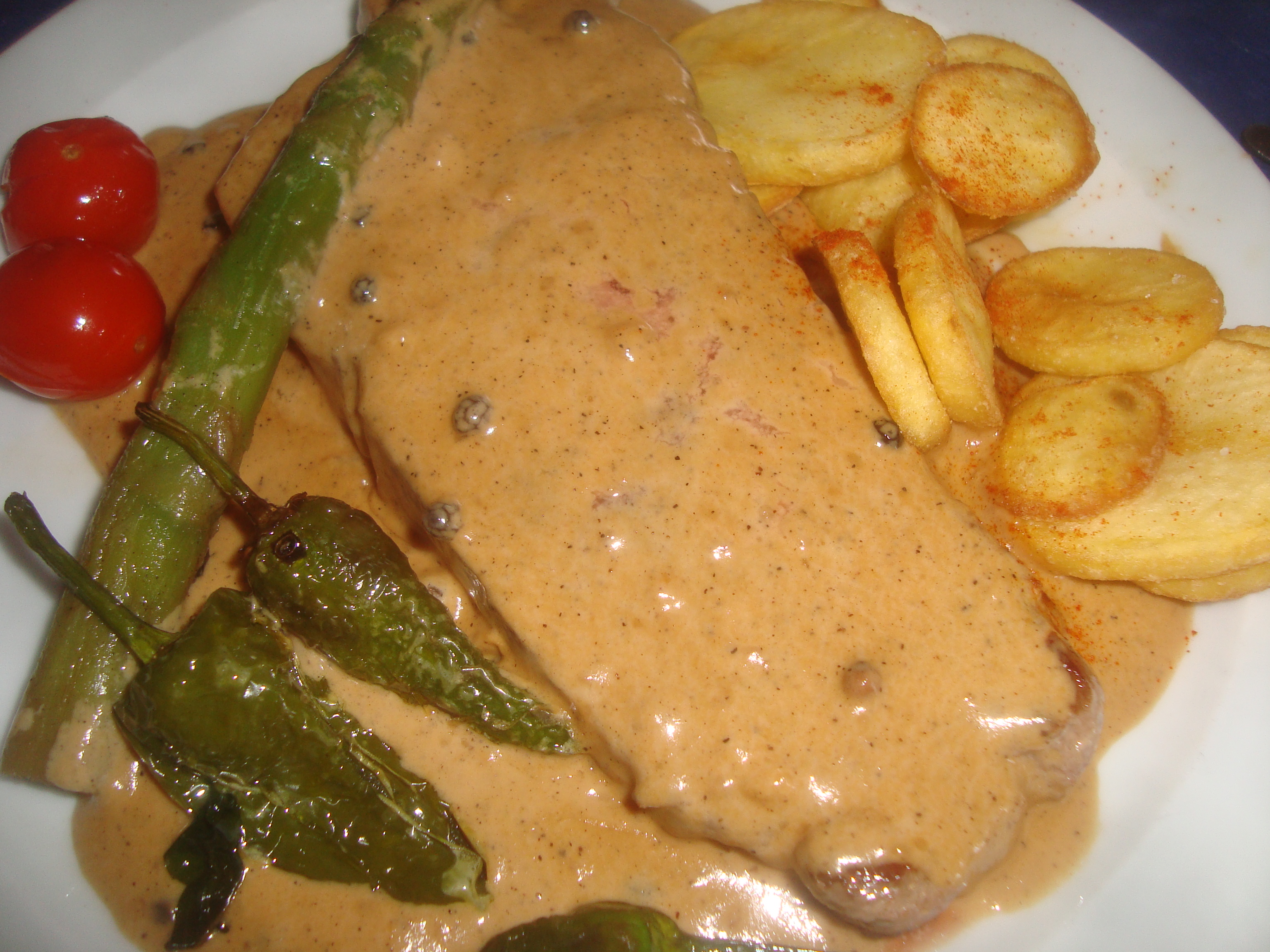
Entrecot cubierto con salsa de pimienta y acompañado de guarnición variada.

Se suele servir generalmente acompañado con ensaladas o cubierto por salsas cremosas (algunas de ellas elaboradas con queso como por ejemplo roquefort), la famosa Salsa Café de Paris, salsa a la pimienta, etcétera. Suele ser una de las ofertas en los steakhouses norteamericanos. Tal es propio de los restaurantes, donde el entrecôte se sirve en raciones individuales emplatadas.
Como sucede con la mayoría de las recetas, la del entrecôte está condicionada por el número de comensales. Las cartas de los restaurantes no ofrecen el entrecot entero, sino que a lo más ofrecen un entrecôte doble, para dos personas. En tales condiciones prácticamente sólo cabe ponerlo a la plancha o pasado por la sartén. El lomo de costillar completo —el que abarca siete costillas o su equivalente— queda muy bien al horno. Nieves proporciona una sencilla y efectiva receta. Tras quitarle los nervios y grasa, se macera y adoba con sal, pimienta y zumo de limón. Se sumerge en manteca de vaca o de cerdo desleída, se escurre luego para hacerle perder la manteca sobrante, dejándola solamente húmeda y se coloca en una parrilla a propósito, muy caliente y con una tapa para cubrir la carne. No se destapa hasta el momento de darle la vuelta. A los cuatro o cinco minutos está en su punto, pues tiene que hacerse a fuego muy vivo. En la fuente se coloca vertiendo sobre el entrecôte el jugo que ha soltado. No debe llevar otras salsas.